# Gestur Oddleifsson
Gestur Oddleifsson (n. 944) fue un vikingo y bóndi de Hagi, Vestur-Barðastrandarsýsla en Islandia. Era hijo de Oddleifur Geirleifsson. Es un personaje de la Saga de Gísla Súrssonar, saga de Laxdœla, saga de Njál, y saga de Hávarðar Ísfirðings. De un matrimonio, de quien se desconoce el nombre de la esposa, nació Halla Gestsdóttir (n. 964) que se casó con Snorri Álfsson; Þórður Gestsson (n. 968) y Þórey Gestsdóttir (n. 972). Según la Saga de Laxdœla tenía un don especial para la profecía e interpretación de sueños:

Un gran jefe y un hombre muy sabio y clarividente en muchos aspectos.

Gestur predijo con lágrimas la maldición que planeaba sobre Kjartan Ólafsson y Bolli Þorleiksson, sin conocerlos; los cuatro sueños de Guðrún Ósvífursdóttir que hicieron referencia a sus cuatro futuros matrimonios; y sobre él mismo y su relación vecinal con Ósvífur Helgason, que se cumplió pues tras su muerte ambos fueron enterrados muy cerca uno del otro en Helgafell.